# 고독한 영웅
《고독한 영웅 》는 MBC에서 1980년 10월 14일 방영한 특집 드라마이다.
- 홀로 서는 나무 1979년 9월 18일 1년만에 분리 받는 넘기고 방영 하였다.
- 1980년 10월 21일 시작으로 전원일기 분리 받고 첫 시작 하여 넘기고 방송되었다.